# Искитимский лагерный пункт (ОЛП-4)
Искитимский лагерный пункт (ОЛП-4) — штрафной лагерь «всесоюзного» значения. Отдельный лагерный пункт № 4 находился в районе города Искитима Новосибирской области, недалеко от поселка Ложок и одноименной железнодорожной станции.
ОЛП-4, расположенный в районе Искитима, был известен как в Сибири, так и за её пределами крайне тяжёлыми условиями содержания заключенных. Его часто называли «лагерем смерти» и «лагерем уничтожения». Также он был известен как строгий режимный лагерь.

Из воспоминаний Иннокентия Бухреева, бывшего заключенного лагеря:
«Забыть об этом не так просто. Тюремные и лагерные кошмары часто не дают покоя даже во сне. Жестокость и страдание людей. Я видел, как озлобленные люди зверски издевались над слабыми, калечили сами себя и других».

## История
Штрафной лагерь в Ложке являлся центральной частью Искитимского ОЛП, созданного в системе Сиблага в 1930-е годы. Названия лагерей часто менялись, чтобы затруднить поиск заключенных для их оставшихся на свободе родственников. До 1941 года лагерь носил название «Отдельный лагерный пункт № 4» Сиблага, а затем стал известен как ПЯ-53 (КУИТЛиК).

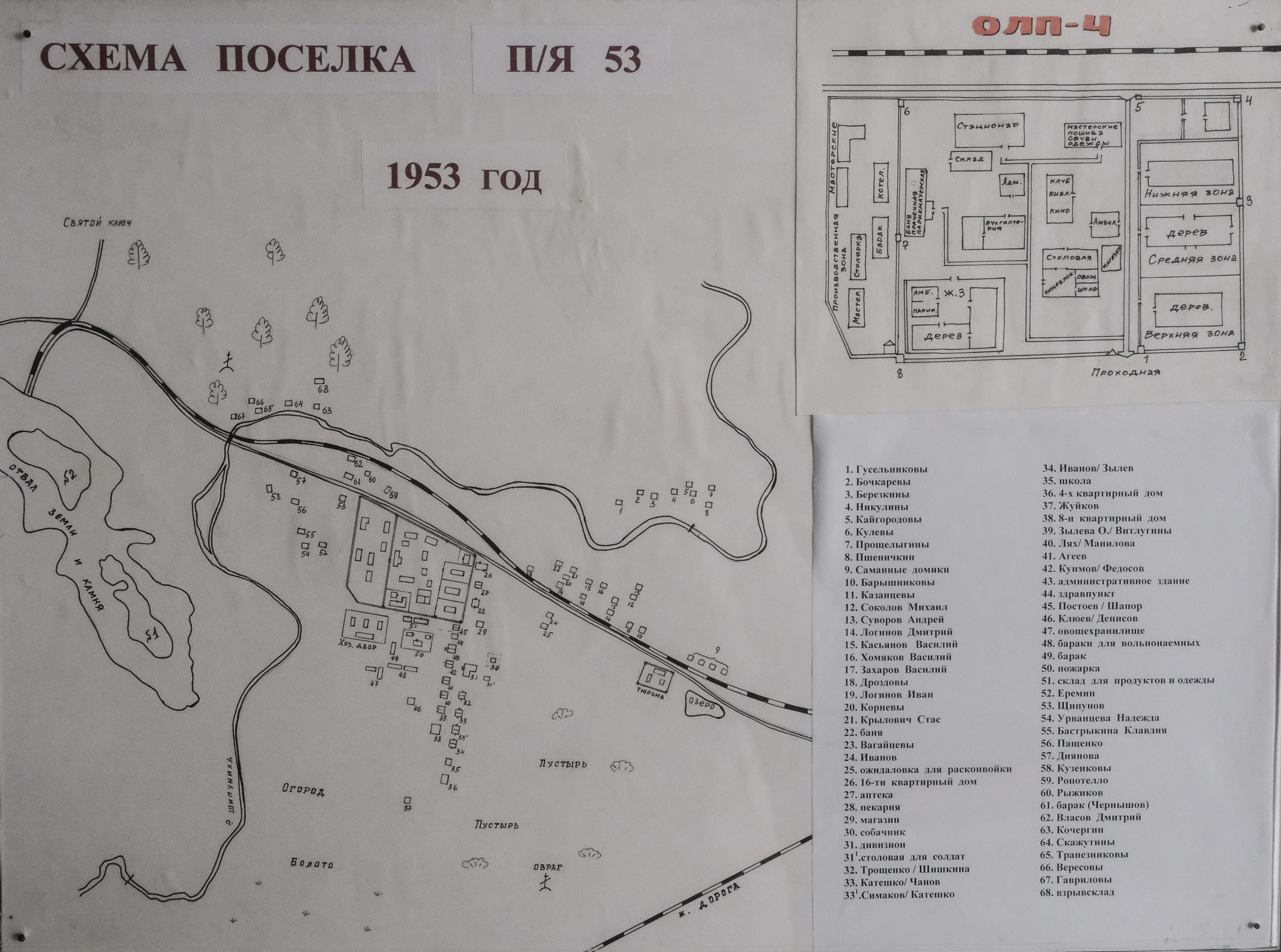

В Искитимском ОЛП заключенные были задействованы в различных работах промышленного характера, включая добычу камня и производство извести в карьере, лесозаготовки и строительство аэродромов. Условия труда были крайне вредными для здоровья. По приговорам судов и «троек» сюда направлялись священнослужители, чиновники дореволюционного времени, члены политических партий и троцкисты. Известно, что одним из начальников лагеря в период с 1941 по 1945 год был Клюев Зиновий Михайлович. В 1955 году лагерь был расформирован.

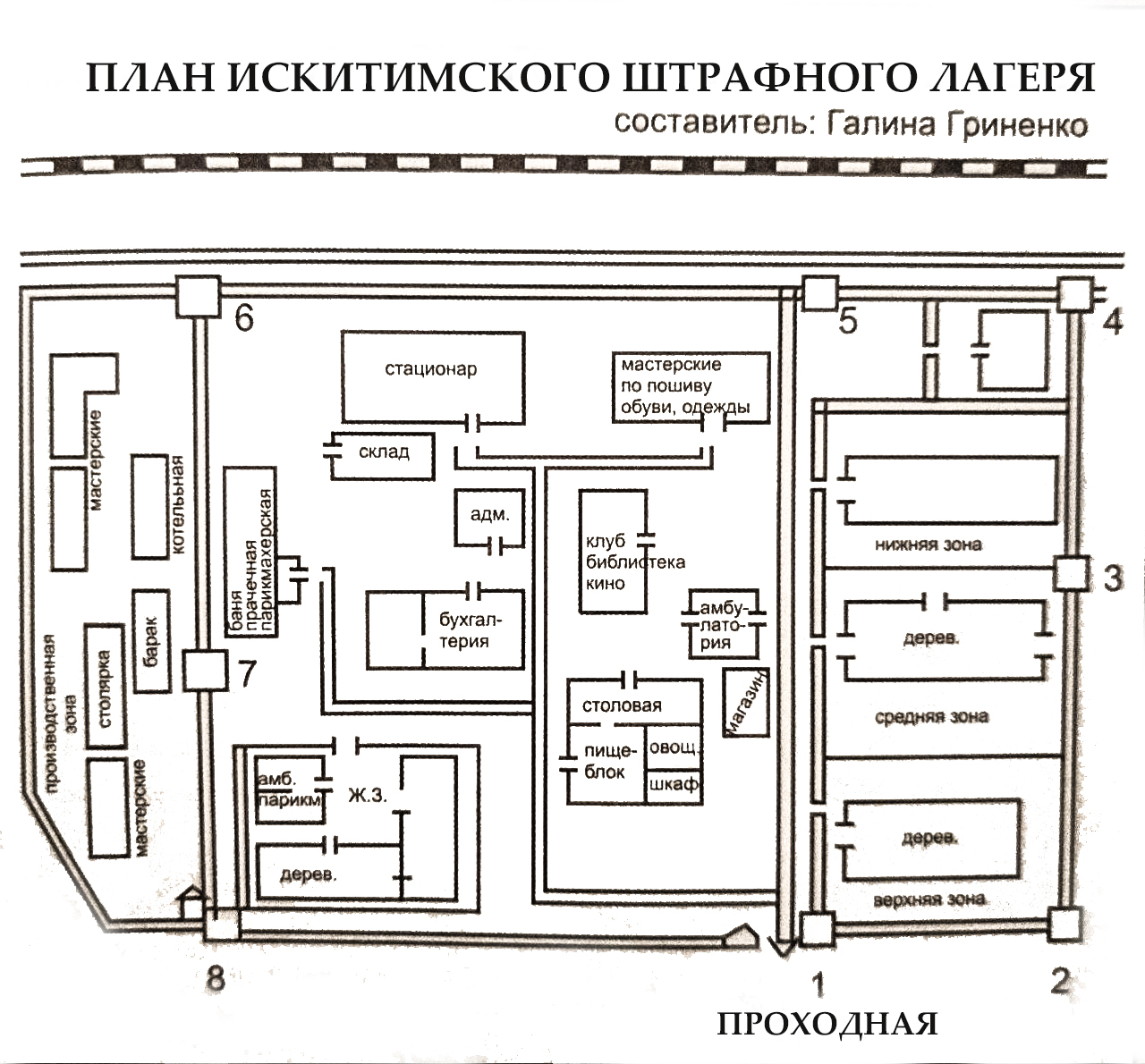

## Структура и деятельность
Территория лагеря была окружена высоким деревянным забором. На сторожевых вышках находились вооруженные охранники, многие из которых также были заключенными. Четыре внутренние зоны разделялись колючей проволокой. В одной из зон содержались политические заключенные, в других — уголовники и штрафники, отбывающие длительные сроки за тяжкие преступления; в отдельной зоне находились женщины.
Заключенные в лагере занимались бурением камня, что было тяжелой и изнурительной работой. Для прохождения одного метра требовалось сделать 1600 ударов по буру, а нормой считалось пройти 5 метров в день. Бригады из двух заключенных переносили камень на расстояние 10 метров. Ночью вольнонаемные (бывшие уголовники) производили взрывы, после чего заключенные (по три человека) загружали камень в вагоны, выполняя норму в 3,5 м³ (5 тонн) на человека.
Зимой на дне карьера температура опускалась до минус 43 градусов, и чем глубже находились заключенные, тем холоднее становилась температура. Рабочие группы из примерно 300 человек под охраной с собаками выводились на работу в известняковый карьер глубиной более 30 метров, который в настоящее время затоплен.
До 1947 года камень и щебень отгружались и перевозились вручную — тачками и вагонетками. Между карьером и станцией курсировал единственный небольшой чехословацкий паровоз — «Шкода», который осуществлял перевозку готовой щебенки и извести.
Недалеко от карьера располагались костровые печи, в которых уголь и известняк укладывали слоями, достигающими высоты двухэтажного дома. Эти костры горели от двух недель до месяца, создавая невыносимые условия для работы. Жара и дым, а также постоянное вдыхание известковой пыли делали труд у печи крайне тяжелым; руки обжигались, а воздух был насыщен ядовитыми испарениями.
В Искитимском ОЛП существовало подсобное хозяйство с овощехранилищем. Женщины-заключенные выполняли разные виды работ: одни работали в карьере, другие (преимущественно из бытовой зоны) занимались сельским хозяйством — разведением лошадей и коров, а также выращиванием овощей на полях.

Из воспоминаний Софьи Александровны Корчугановой, надзирательницы женской зоны:
«В женской зоне сидело около 400 женщин. В одном бараке по 70-80 человек. Сидели за разное, от 5 до 25 лет (за 1 кг колосков пшеницы — 5 лет). Выполняли тяжелые работы, как и мужчины. В войну все они были истощены, многие болели, умирали. Случалось, что убивали из-за пайки хлеба». 

## Особенности содержания заключенных
Подъем заключенных начинался в 4 часа утра, а развод — в 7. Пункты питания не обеспечивали завтраками, и заключенные не получали пищи перед началом рабочего дня. Рабочий день длился до 18:00, а ужин подавали в 19:00. Едкая пыль, оседающая в легких, быстро разрушала их. Заключенные, которые не могли продолжать работу, рисковали умереть от голода, так как паек не выдавался тем, кто не вышел на смену.

Из воспоминаний бывшего заключенного Анатолия Ивановича Литвинкина:
«Многие не могли выдержать таких нагрузок. Однажды при мне заместитель начальника Федоркин убил больного, отказавшегося идти на работы. Заключенные шли на все, чтобы покинуть эту зону, даже на „монастырку“. „Монастырка“ — нанесение себе вреда, чтобы не идти на работу. Взял гвоздь — проглотил, в лазарет попал. Любченко, здоровый амбал, сахар в пыль расколол и вдыхал в легкие. Умер через два месяца».
Контингент «штрафников», поступавший в лагерь ослабленным болезнями, имел значительно более высокий процент смертности по сравнению с другими лагерями, иногда превышая 6 % и более в месяц. В мае 1941 года, перед началом Великой Отечественной войны, здесь находилось 744 заключенных. В годы войны численность «штрафников» в лагере увеличилась и превысила 900 человек. Основными заболеваниями были простуда, воспаление легких, туберкулез легких, дизентерия. Тяжело больных заключенных увозили в Новосибирск.Основной причиной смертности среди заключенных на протяжении многих лет оставалась пеллагра, вызванная нехваткой никотиновой кислоты (витамина РР).
Только в 1947—1948 годах лагерь перешел на хозрасчет, что значительно улучшило питание заключенных. Ранее они часто питались помоями и оставшимися отходами пищи. М. П. Княжева, служившая в охране лагеря во время войны, вспоминает, что истощенные люди собирались у столовой и лизали снег, пропитанный помоями.

Из воспоминаний охранника лагеря Путилова Ивана Кузьмича:
«За побеги из лагеря, карьер — расстрел на месте. В основном побеги устраивали с карьера, иногда делали подкопы. За сбежавших заключенных охранников наказывали. Были случаи, когда убивали конвой. Однажды был случай побега, когда заключенные выкопали яму, обманом скинули в эту яму охранников, забрали автоматы и убежали. Семь дней прятались в стоге сена, затем их нашли и расстреляли. Умерших и убитых заключенных закапывали в ямах, в березняке за мостом».
После войны в лагерь прибыли многие военнопленные, что увеличило число трудоспособных людей на производстве. Основным потребителем производимой извести являлся Кемеровский азотно-туковый завод.

## Документы
Единственные известные документальные сведения о ложковском лагере относятся к 40-м годам XX века. Это выдержки из протоколов партийного собрания работников лагеря.

Из протокола партийного собрания работников Искитимского отдельного лагерного пункта о положении заключенных штрафного лагеря 25 апреля 1943 года:

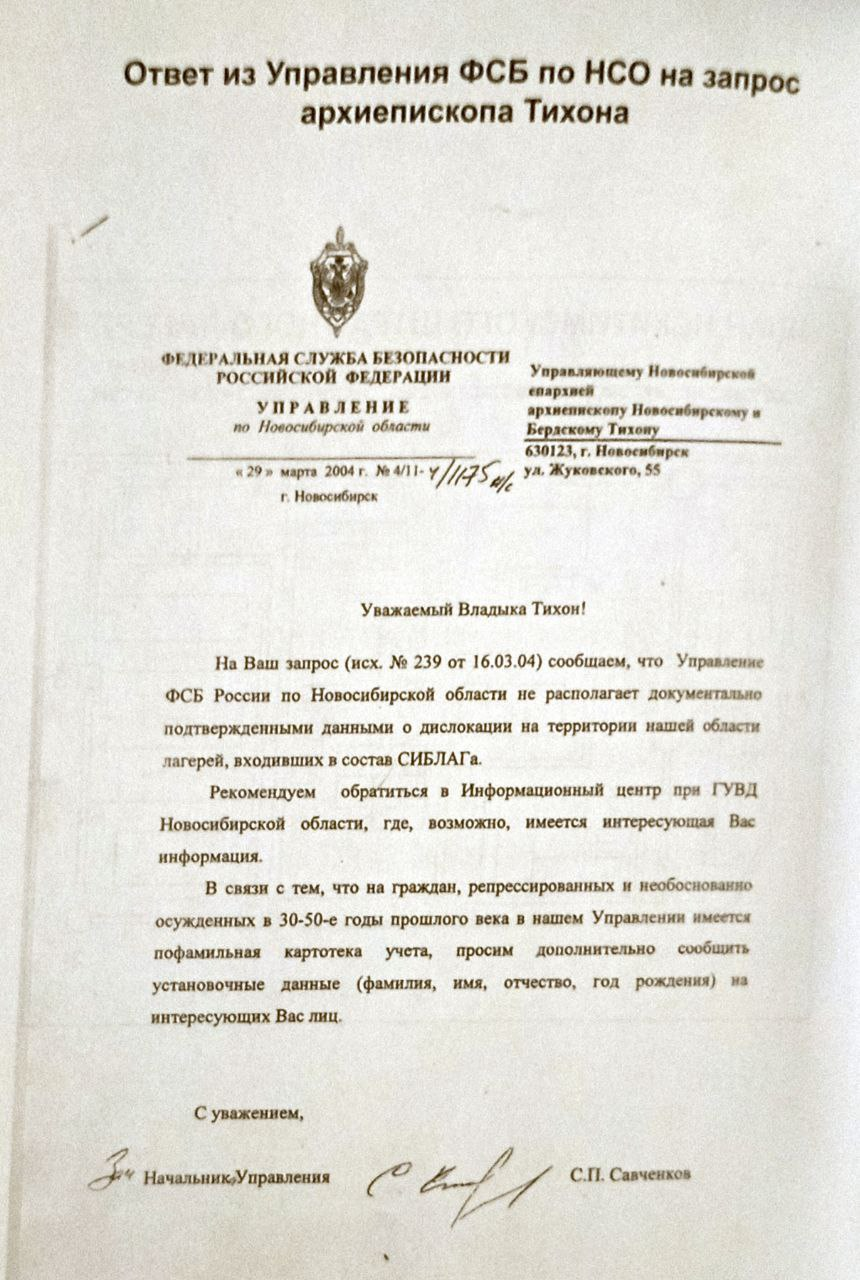

«…Нам коммунистам и большевикам надо презирать врагов народа, но вместе с тем, той части заключенных, которая не поддалась их влиянию оказывать должное внимание, и особенно сейчас в момент военного времени. <…> У нас отмечаются факты, что сильные зз/кк живут за счет слабых, отбирая у последних питание и присланные им посылки и т.п…По линии медсанчасти и адмхозчасти тоже не наведен должный порядок. Санобработка срывается, бараки систематически не белятся…Есть такой врач з/к Варакин, который вместо оказания помощи бесчеловечно обращается с больными вплоть до толкания их, есть случаи неправильного освобождения от работы. <…> Бытовые условия не созданы. Я приведу случай, один из заключенных ушел работы, был подстрелен, как за побег — никто не поинтересовался причиной его ухода. Недоедание, недосыпание, раздетость, приводит к истощению контингента. Довожу до сведения парторганизации, что лагерь сидит без воды».
Из протокола № 6 партийного собрания от 28.05.1943 года:
«…61 человек умерших — это люди и никто не дал права поступать с ними так…Я проводил беседы с зз/кк и вот пример, один из з/к, будучи осужден на 2 г., в прошлом грузчик, здесь стал инвалидом и вряд ли поправится. Кто дал право подходить так к людям? Из другой беседы с з/к мной выявлено, что питание на лесоучастке не все попадала заключенным отсюда вывод, что вопросу бытового положения и сохранения рабочего фонда не было уделено должного внимания, не созданы бытовые условия — это тяжелое преступление перед страной».
Практически ничего не известно о именах погибших в лагере. В ответ на запрос Новосибирского Епархиального Управления Управление ФСБ России по Новосибирской области сообщило, что не располагает документально подтвержденными данными о лагерях, входивших в состав Сиблага, на территории региона.

## Известные заключенные
В 1930-40-е годы здесь содержались политзаключенные: писатель Юрий Михайлович Магалиф, Анна Михайловна Ларина (1914—1996, автор известных воспоминаний «Незабываемое»., заслуженный строитель РСФСР Виктор Иосифович Шелковский, Арнольд Моисеевич Бернштам и др.

## Упоминание о концлагере «Ложок» в литературе
1. Нина Васильевна Соболева, «Год рождения тысяча девятьсот двадцать третий»
2. Анна Михайловна Ларина, «Незабываемое»
3. Игорь Затолокин, «Ложок. Из истории Искитимского каторжного лагеря»

## Память
После закрытия лагеря многие факты о его деятельности оставались скрытыми на протяжении долгого времени. В 1990-х годах началась работа по восстановлению исторической памяти о жертвах сталинских репрессий. Местные жители начали собирать архивные материалы и свидетельства бывших заключенных, также в 1994 во время пути из Владивостока в Москву на поезде, А. И. Солженицын совершал остановки около лагерей и в том числе сделал остановку в ОЛП-4, также позже выступил в актовом зале около поликлиники №1 г. Искитим с речью.

В 2015 году у святого источника в Ложке был построен и освящён храм в честь Новомучеников и исповедников земли Русской. В цоколе храма действует Музей памяти жертв политических репрессий. Один из создателей музея — протоиерей Игорь Затолокин, руководитель церковно-исторического проекта Новосибирской митрополии «Сохраним наследие».
«Изначально и сам храм, и территория вокруг Святого источниказадумывались как мемориальное место. Все объекты строительства, которые сейчас уже есть или еще будут, являются объектами памяти погибшим в эти страшные годы. Поэтому храм, музей, Поклонный крест, родник и прилегающая к нему территория будут представлять собой памятный парк. Он будет напоминать людям о зверствах, совершавшихся здесь когда-то, а также о беспределе, происходящем со стороны государства в то время. Поэтому уже много лет мы собираем материалы как о священнослужителях, которые могли находиться в этом лагере, в том числе служивших в епархиях Новосибирской митрополии, так и о простых людях, безвинно пострадавших». Игорь Затолокин
4 сентября 2018 года был открыт историко-культурный маршрут «Ложок: дорога к храму». Этот проект включает в себя комплекс мероприятий, направленных на сохранение памяти о жертвах политических репрессий и имеет краеведческую, духовную и познавательную направленность. Маршрут начинается в Новосибирске и проходит до Святого ключа, вдоль пути установлены информационные стенды с указателями. Ключевые точки маршрута связаны с темой памяти пострадавших в годы массовых репрессий, а также с возрождением духовных основ общества

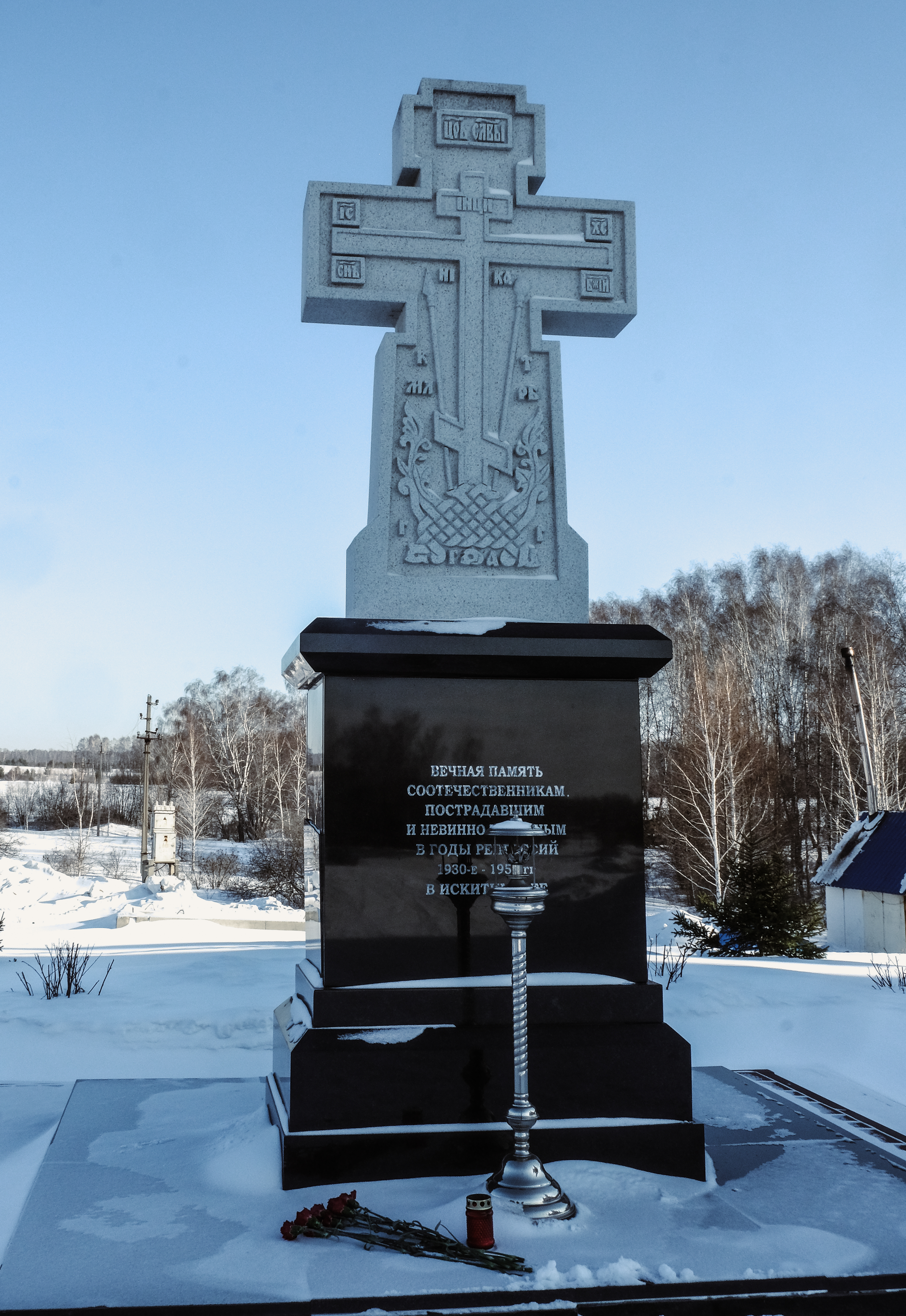
Поклонный крест погибшим заключенным, трудившимся на известковых карьерах
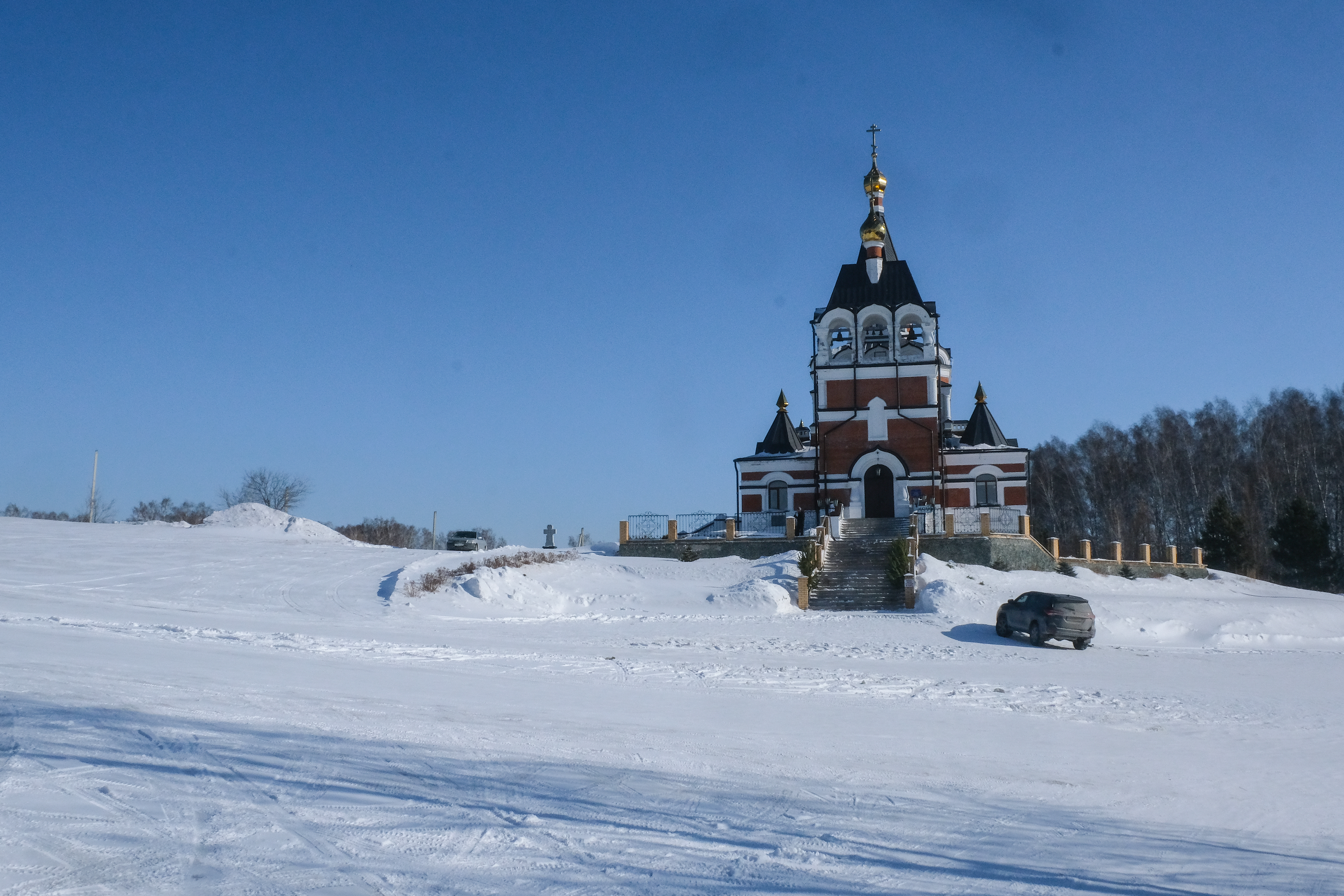
Храм в честь Новомучеников и Исповедников Русской Церкви
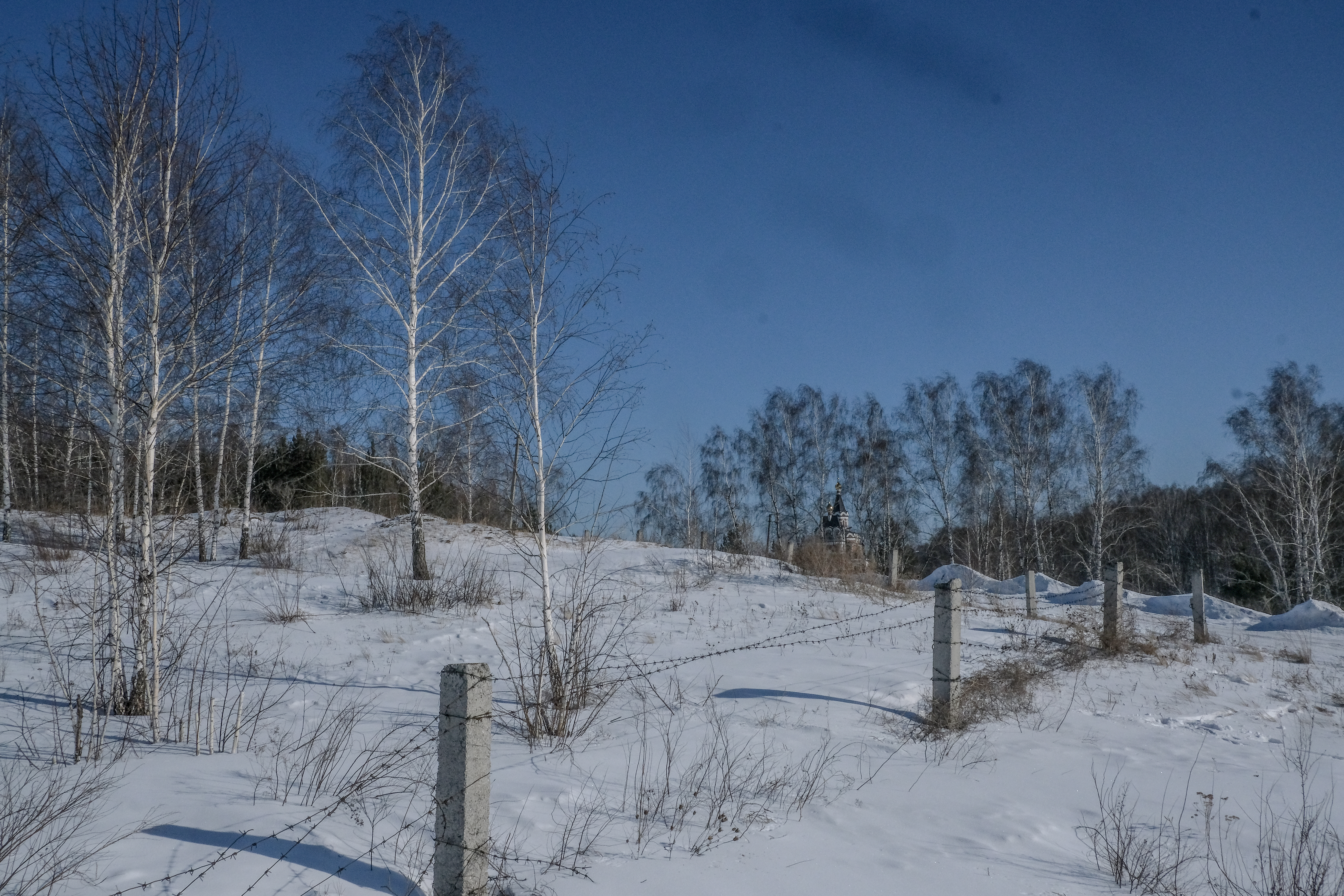
Остатки колючей проволоки ОЛП-4